# Guy Gabaldon
Guy Louis Gabaldon (22 de marzo de 1926-31 de agosto de 2006) fue un infante de marina de los Estados Unidos que, a los 18 años, capturó o convenció para que se rindieran a más de 1300 soldados y civiles japoneses durante las batallas por las islas Saipán y Tinian en 1944 durante la Segunda Guerra Mundial.  Aunque Gabaldon fue recomendado para la Medalla de Honor, recibió la Estrella de Plata, que fue ascendida por el Cuerpo de Marines a la Cruz de la Armada en 1960.
En 1960, un amigo de Gabaldon con conexiones en Hollywood influyó en la industria para hacer una película sobre la versión de Gabaldon de los sucesos de Saipán llamada Hell to Eternity (Del infierno a la eternidad). Sus amigos lo llamaban 'Gabby', pero se hizo conocido como "El flautista de Hamelín de Saipan" por su heroísmo en dicha isla. En 1964, fue candidato, sin éxito, a congresista de los EE. UU. en su distrito del sur de California. En 1990 escribió un libro titulado Saipan: Suicide Island (Saipán, la isla de los suicidas).

## Primeros años
Gabaldón nació en Los Ángeles (California). Gabaldón, de ascendencia mexicana, era uno de entre siete hermanos. Se crio en el este de Los Ángeles y, cuando tenía diez años, ayudó a su familia limpiando zapatos en Skid Row. Gabaldon se convirtió en miembro de una pandilla multiétnica conocida como "Moe Gang".  A los 12 años, se mudó de su casa para vivir con la familia Nakano, de ascendencia japonesa y a los que consideró como una segunda familia. Asistió a la escuela de idiomas todos los días con sus hijos y aprendió a hablar japonés. También aprendió sus costumbres y su cultura.

## Segunda Guerra Mundial
Al estallar la Segunda Guerra Mundial, los Nakano, su familia de adopción, fueron enviados a un campo de reubicación llamado Heart Mountain Relocation Center, en Wyoming. Gabaldon fue a Alaska para trabajar en una fábrica de conservas. El 22 de marzo de 1943, el cumpleaños número 17 de Gabaldon, se unió al Cuerpo de Marines de los Estados Unidos. Recibió su entrenamiento básico en Camp Pendleton, completó los estudios de la Escuela de Lengua Japonesa Marines para Alistados en Camp Elliot en San Diego, y fue asignado a la Sede y Compañía de Servicio, 2.° Regimiento de Infantería de Marina, 2.° División de Infantería de Marina, como explorador y observador.

### El flautista de Hamelín de Saipán
La toma de Saipán se consideraba crucial para el establecimiento de aeródromos que acomodarían a los bombarderos super-fortaleza volante B-29 que se utilizarían en lo que entonces era la invasión planificada a gran escala del Japón . El 15 de junio de 1944, una armada de 535 barcos, con 127.570 estadounidenses que incluían infantes de marina de la 2.ª y 4.ª divisiones de infantería de marina, comenzó la invasión de Saipán. Los soldados japoneses rara vez se rindieron durante la Segunda Guerra Mundial y, como la invasión militar estadounidense fue mal para los japoneses, sus superiores en Saipán les ordenaron matar a siete infantes de marina o soldados estadounidenses por cada soldado que perdieran, o suicidarse.
Según Gabaldon, comenzó a tomar y traer prisioneros la noche del primer día que llegó a Saipán:
| The first night I was on Saipan, I went out on my own ... I always worked on my own, and brought back two prisoners using my backstreet Japanese. (Mi primera noche en Saipan salí por mi cuenta... Siempre iba solo, y, usando mi japonés de la calle, volví con dos prisioneros).—Guy Gabaldon |

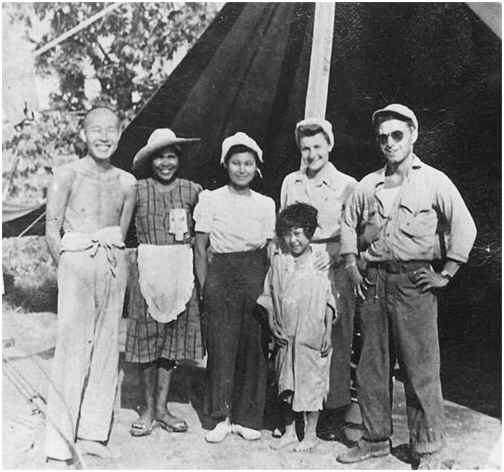
El soldado Guy Gabaldon (derecha) posa con algunos de los soldados y civiles japoneses que se le rindieron en 1944.

Gabaldón fue amonestado por sus superiores que lo amenazaron con un consejo de guerra por abondonar su puesto. Sin embargo, según él, a la noche siguiente salió y lo volvió a hacer. Se acercó con cuidado a una cueva, disparó a los guardias enemigos afuera, se movió hacia un lado de la cueva y gritó en japonés: "Están rodeados y no les queda más remedio que rendirse. ¡Salgan, que no los mataremos! Les aseguro que les trataremos bien. ¡No queremos matarlos!" 
Afirmó haber vuelto a la mañana siguiente con 50 prisioneros japoneses. En vista del resultado, su superior le permitió seguir actuando en solitario.
Al día siguiente, el 8 de julio, Gabaldon capturó a otros dos centinelas enemigos. Convenció a uno de ellos para que regresara a su cueva con una oferta de rendición. Poco después, apareció un oficial japonés. Después de hablar con Gabaldon, el oficial aceptó las condiciones de rendición y más de ochocientos soldados y civiles japoneses se rindieron a Gabaldon, quien los entregó a las autoridades militares estadounidenses. Por sus hazañas, según Gabaldon, se le conoció como El flautista de Hamelín de Saipan .

### Declaraciones contrarias a la de Gabaldon sobre sus acciones en Saipán
En su libro, One Marine's War: A Combat Interpreter's Quest for Mercy in the Pacific (La guerra de un marín: Un intérprete de guerra en busca de la humanidad en el Pacífico) de Gerald A. Meehl, sobre el intérprete de japonés del USMC (United States Marine Corps), el teniente Robert B. Sheeks, quien también sirvió en Saipán, Gabaldon es descrito por Sheeks como un fanfarrón que exageró mucho sus hazañas en Saipán y Tinian y que la mayoría de los japoneses que capturó eran civiles, no soldados como afirmaba. El libro establece que el número de japoneses capturados por Gabaldon probablemente fue aproximadamente la mitad de los 1.500 que declaró. Un total de 15.000 militares y civiles japoneses y habitantes de las islas del Pacífico fueron capturados o detenidos por Estados Unidos durante y después de la batalla. Muchos otros además de Gabaldon estuvieron involucrados en esos esfuerzos, pero según Sheeks, Gabaldon minimizó la participación de los demás al hablar de sus hazañas durante y después de la batalla.
El autor Gerald A. Meehl, en entrevistas con veteranos de Saipán y en otros registros, encontró informes de maltrato por parte de Gabaldon hacia los civiles y soldados japoneses que encontró en Saipán. En un caso, presenciado por Sheeks, Gabaldon golpeó y rompió la mandíbula de un anciano civil japonés que no respondió a una de las preguntas de Gabaldon con la suficiente rapidez.

### Tinian
Gabaldon continuó capturando a más japoneses en Tinian. Mientras estaba de regreso en Saipán luchando contra las guerrillas japonesas que aún estaban en la isla, resultó gravemente herido de ametralladora en una emboscada enemiga. 
Gabaldon afirmó que se le atribuyó la captura de aproximadamente 1.500 soldados y civiles japoneses en Saipán y Tinian y fue recomendado para la Medalla de Honor por su oficial al mando, el Capitán John Schwabe, quien señaló que Gabaldon capturó sin ayuda más de diez veces el número de prisioneros tomados por el legendario ganador de la Medalla de Honor, el sargento. Alvin C. York, en la Primera Guerra Mundial . A pesar de esta recomendación, Gabaldón recibió una Medalla de Estrella de Plata .

## La posguerra
Gabaldon fue dado de baja en la Infantería de Marina por sus heridas en combate . En 1960, el Cuerpo de Marines promocionó su medalla de la Estrella de Plata a la Cruz de la Armada, la segunda condecoración militar más alta de los EE. UU. por valentía.
Después de regresar a la vida civil, se mudó a México e inició varios negocios, como una tienda de muebles, pesca e importación y exportación de productos mexicanos. Cuando su primer matrimonio con June Gabaldon terminó en divorcio, conoció a la mujer que se convirtió en su segunda esposa, Ohana Suzuki, mientras trabajaba en México.
Las hazañas de Gabaldon en la Segunda Guerra Mundial se hicieron públicas cuando en 1957 fue el invitado de This Is Your Life,  un popular programa de televisión transmitido por NBC en la década de 1950. Presentado por Ralph Edwards, el programa presentó las historias de vida de personalidades del entretenimiento y personas "comunes" que habían contribuido de alguna manera a la sociedad.  Más tarde, Gabaldon apareció como él mismo en el episodio del 1 de septiembre de 1960 del programa de juegos de CBS To Tell the Truth .
El hecho de que Gabaldon capturase al menos 1.500 prisioneros japoneses fue verificado en el programa nacional por los oficiales de inteligencia del Cuerpo de Marines, el coronel Walter Layer, el coronel John Schwabe, el comandante James High y varios soldados de la inteligencia militar.
Los productores de Hollywood se interesaron en la historia de Gabaldon y en 1960 sacaron la película Hell to Eternity (Del infierno a la eternidad) en la que se narran sus acciones en Saipán. Fue interpretado por los actores Jeffrey Hunter cuando era adulto y por Richard Eyer cuando era niño. El propio Gabaldon fue asesor en el rodaje de la película.

## Últimos años
En 1964, Gabaldon fue candidato, sin éxito, para el Congreso de los Estados Unidos por el Partido Republicano en California .
En 1970, se mudó a Saipán con su esposa, donde estableció un negocio de mariscos y dirigió un campamento para jóvenes. Vivió allí durante 20 años. Le gustaba mucho volar, y pilotaba avionetas.
En septiembre de 2004, Gabaldon fue honrado por el Pentágono, en una ceremonia que reconoció las contribuciones de los veteranos hispanos de la Segunda Guerra Mundial.
El 31 de agosto de 2006, Gabaldon murió en Old Town, Florida, de una enfermedad cardíaca. Fue enterrado con todos los honores militares en el Cementerio Nacional de Arlington . A Gabaldon le sobreviven su esposa, Ohana; sus hijos Guy Jr., Ray, Tony, Yoshio, Jeffrey y Russell; sus hijas Aiko, Hanako y Manya. Dos miembros de su familia de adopción fueron el actor Lane Nakano y su gemelo Lyle.
Varias organizaciones han solicitado la Medalla de Honor para Gabaldón, pero sus solicitudes han sido rechazadas. Después del cabildeo de la comunidad hispana, el Departamento de Defensa está revisando el caso para promocionar su Cruz de la Armada a la Medalla de Honor.

## Nota
1. ↑  "Gabaldon no fue adoptado legalmente por la familia Nakano per se, él los consideraba su familia adoptiva"